# Brauerei Allersheim
 (mars 2021).

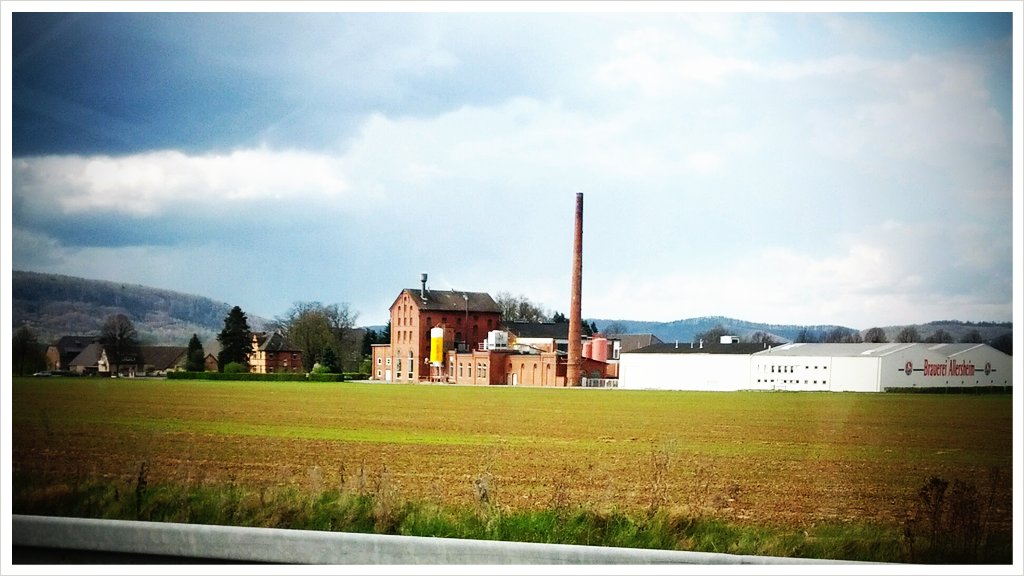

La Brauerei Allersheim est une brasserie à Allersheim, aujourd'hui quartier de la commune de Holzminden, dans le Land de Basse-Saxe.

## Histoire
La brasserie est fondée en 1854 par le locataire du domaine d'Allersheim, le conseiller de district Otto Baumgarten. Baumgarten étudie la physique et la chimie, puis apprend l'art du brassage à Munich de 1851 à 1852 et crée une brasserie à Allersheim en plus d'une ferme. Comme base pour la production de bière, le site de Holzminden propose de l'eau de source fraîche de la moyenne montagne de Solling. Les environs de Holzminden sont également caractérisés par l'agriculture, de sorte que l'orge et le houblon prospèrent dans la zone de chalandise directe de la brasserie. Le domaine cultive de l'orge, le houblon doit d'abord être acheté. Plus tard, un camp de houblon de 1,25 hectare est cultivé sur le Burgberg, près de Bevern.
Le fondateur de l'entreprise décède en 1887 et la veuve Anna Baumgarten reprend la brasserie avec sa famille jusqu'en 1892, avant que Carl Scheidemann ne prenne la direction en 1893 et en 1900, la production de bière est doublée pour atteindre 40 000 hectolitres de bière.
Scheidemann décède en 1948. Son fils Dieter Scheidemann reste associé dans l'entreprise. Walter Berns reprend l'entreprise comme associé directeur en 1948.
En 1950, plus de 50 personnes sont employées. En abaissant la taxe sur la bière dans les années 1950 et en augmentant régulièrement les ventes, la brasserie du quartier de Holzminden devient le leader du marché local dans les bars et restaurants.
La tradition familiale prend fin en 1967 avec le transfert de la direction de Walter Berns à Rudolf Weisbrod. En 1970, la Dortmunder Actien-Brauerei reprend 37% des actions. Sous la direction de Walter Hopf, la brasserie d'Allersheim reprend la brasserie Förster und Brecke de Hamelin en 1978, ce qui entraîne une augmentation de la production de bière.
À partir de 1978, le maître brasseur Rudolf Trittel, arrière-arrière-petit-fils du fondateur, est responsable de la production. La bière Allersheimer Pils apparaît en 1979 et atteint des ventes de 10 000 hl la première année.
En collaboration avec le journal local Täglicher Anzeiger Holzminden, l'entreprise est l'organisateur annuel de la Fête de la Presse et de la Bière à la mairie de Holzminden depuis 1981. En 1992, Hans-Jürgen Breuer reprend la direction de la brasserie. En octobre 2003, Rainer Stranz de Dortmund reprend la direction jusqu'au 31 décembre 2012. En mai 2009, le maître brasseur et manager Rudolf Trittel prend sa retraite, son successeur est Rudolf Ley, auparavant le deuxième maître brasseur. De 1978 à 2009, 3,071 millions d'hectolitres de bière ont été produits.
Le 1er janvier 2013, l'ancien signataire autorisé et chef des finances et de la comptabilité, Bernd Stölzle, reprend la direction jusqu'au 15 octobre 2013. Après cela, jusqu'en juin 2014, il y a deux directeurs généraux, Stölzle et Stranz. En juin 2014, Dirk Brüninghaus succède à Rainer Stranz en tant que directeur général.
En mai 2015, les nouvelles bières Corveyer Naturtrüb Hell et Corveyer Naturtrüb Dunkel sont introduites en collaboration avec Victor Herzog von Ratibor (jusqu'en 2009: Viktor Metternich-Sándor), prince de Corvey.

## Production
Bières
- Allersheimer Urpils: Fermentation basse pour la pils
- Allersheimer Pils alkoholfrei: Fermentation basse pour la pils
- Allersheimer Bügel-Pils: Fermentation basse
- Allersheimer Landbier: Fermentation basse pour la pils
- Allersheimer 1854 (Allersheimer Urbräu von 1854): Fermentation basse naturelle pour la pils
- Allersheimer Selection naturtrüb: bière à fermentation basse avec un arôme floral supplémentaire de litchis, de pamplemousse, d'agrumes à travers le houblon
- Allersheimer Weißbier hell: obergäriges
- Allersheimer Weißbier dunkel: Fermentation haute
- Allersheimer Weißbier alkoholfrei
- Allersheimer KraftBier: Baltic Porter
- Corveyer Naturtrüb Hell: Fermentation basse pour la pils
- Corveyer Naturtrüb Dunkel: Fermentation basse pour la pils
- Corveyer Pils: Fermentation basse pour la pils

Panachés
- Allersheimer Blue Moon: Fermentation basse pour la pils et cola contenant de la caféine
- Allersheimer Lemon Sun: Fermentation basse pour la pils et limonade au citron vert
- Allersheimer Radler: Fermentation basse pour la pils et limonade
- Allersheimer Sprizz: Fermentation basse pour la pils et limonade d'orange amère

Limonades
- Caluna Cola, boisson gazeuse caféinée
- Caluna Lemon, limonade au citron aux saveurs naturelles
- Caluna Orange, boisson au jus de fruit
- Caluna Cola-Orange, boisson gazeuse